# Брзоходе
Брзоходе је насеље у Србији у општини Жабари у Браничевском округу. Према попису из 2022. било је 486 становника.

## Демографија
У насељу Брзоходе живи 704 пунолетна становника, а просечна старост становништва износи 48,3 година (46,3 код мушкараца и 50,3 код жена). У насељу има 286 домаћинстава, а просечан број чланова по домаћинству је 2,88.
Ово село је насељено скоро у потпуности Србима (према попису из 2002. године).
|  |

| Демографија | Демографија | Демографија |
| Година      | Становника  | Становника  |
| ----------- | ----------- | ----------- |
| 1948.       | 1.869       |             |
| 1953.       | 1.841       |             |
| 1961.       | 1.717       |             |
| 1971.       | 1.576       |             |
| 1981.       | 1.447       |             |
| 1991.       | 1.225       | 1.002       |
| 2002.       | 825         | 1.126       |
| 2011.       | 671         |             |

| Етнички састав према попису из 2002.‍ | Етнички састав према попису из 2002.‍ | Етнички састав према попису из 2002.‍ | Етнички састав према попису из 2002.‍ | Етнички састав према попису из 2002.‍ |
| ------------------------------------ | ------------------------------------ | ------------------------------------ | ------------------------------------ | ------------------------------------ |
|                                      |                                      |                                      |                                      |                                      |
| Срби                                 | Срби                                 |                                      | 823                                  | 99,75%                               |
| непознато                            | непознато                            |                                      | 2                                    | 0,24%                                |

| Година пописа     | 1948. | 1953. | 1961. | 1971. | 1981. | 1991. | 2002. |
| ----------------- | ----- | ----- | ----- | ----- | ----- | ----- | ----- |
| Број домаћинстава | 436   | 441   | 437   | 415   | 385   | 340   | 286   |

| Број чланова      | 1  | 2  | 3  | 4  | 5  | 6  | 7 | 8 | 9 | 10 и више | Просек |
| ----------------- | -- | -- | -- | -- | -- | -- | - | - | - | --------- | ------ |
| Број домаћинстава | 82 | 64 | 44 | 33 | 34 | 24 | 4 | 0 | 1 | 0         | 2,88   |

| Пол    | Укупно | Неожењен/Неудата | Ожењен/Удата | Удовац/Удовица | Разведен/Разведена | Непознато |
| ------ | ------ | ---------------- | ------------ | -------------- | ------------------ | --------- |
| Мушки  | 367    | 89               | 216          | 42             | 18                 | 2         |
| Женски | 366    | 45               | 221          | 82             | 18                 | 0         |
| УКУПНО | 733    | 134              | 437          | 124            | 36                 | 2         |

| Пол    | Укупно                    | Пољопривреда, лов и шумарство | Рибарство                            | Вађење руде и камена | Прерађивачка индустрија       |
| ------ | ------------------------- | ----------------------------- | ------------------------------------ | -------------------- | ----------------------------- |
| Мушки  | 205                       | 157                           | 0                                    | 0                    | 5                             |
| Женски | 95                        | 80                            | 0                                    | 0                    | 0                             |
| УКУПНО | 300                       | 237                           | 0                                    | 0                    | 5                             |
| Пол    | Производња и снабдевање   | Грађевинарство                | Трговина                             | Хотели и ресторани   | Саобраћај, складиштење и везе |
| Мушки  | 2                         | 5                             | 3                                    | 2                    | 4                             |
| Женски | 0                         | 0                             | 6                                    | 2                    | 0                             |
| УКУПНО | 2                         | 5                             | 9                                    | 4                    | 4                             |
| Пол    | Финансијско посредовање   | Некретнине                    | Државна управа и одбрана             | Образовање           | Здравствени и социјални рад   |
| Мушки  | 0                         | 3                             | 1                                    | 1                    | 2                             |
| Женски | 0                         | 1                             | 1                                    | 1                    | 2                             |
| УКУПНО | 0                         | 4                             | 2                                    | 2                    | 4                             |
| Пол    | Остале услужне активности | Приватна домаћинства          | Екстериторијалне организације и тела | Непознато            | Непознато                     |
| Мушки  | 2                         | 0                             | 0                                    | 18                   | 18                            |
| Женски | 0                         | 0                             | 0                                    | 2                    | 2                             |
| УКУПНО | 2                         | 0                             | 0                                    | 20                   | 20                            |